# Shigaraki-yaki

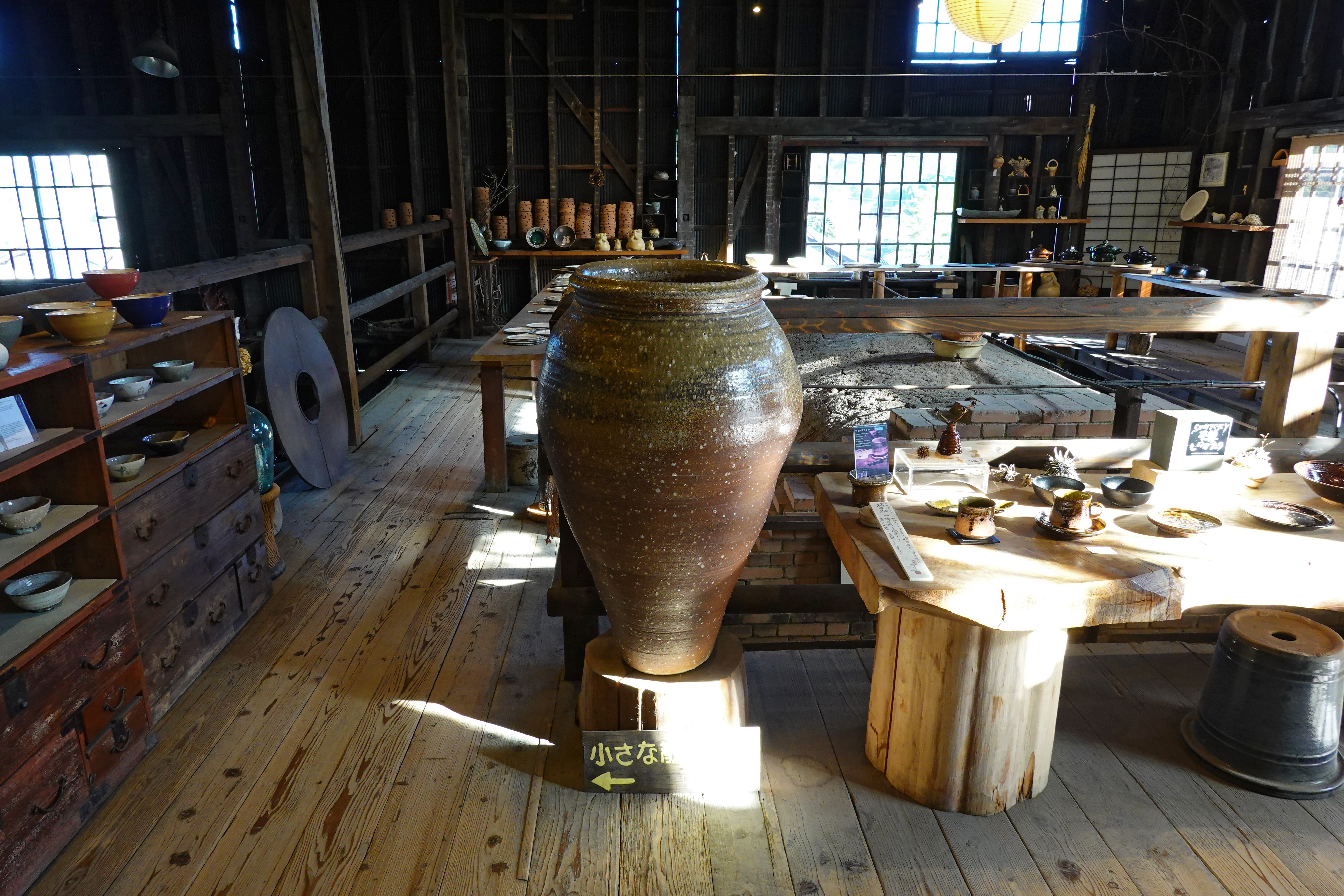
Gres moderno Shigaraki en horno Tanikan en Shigaraki

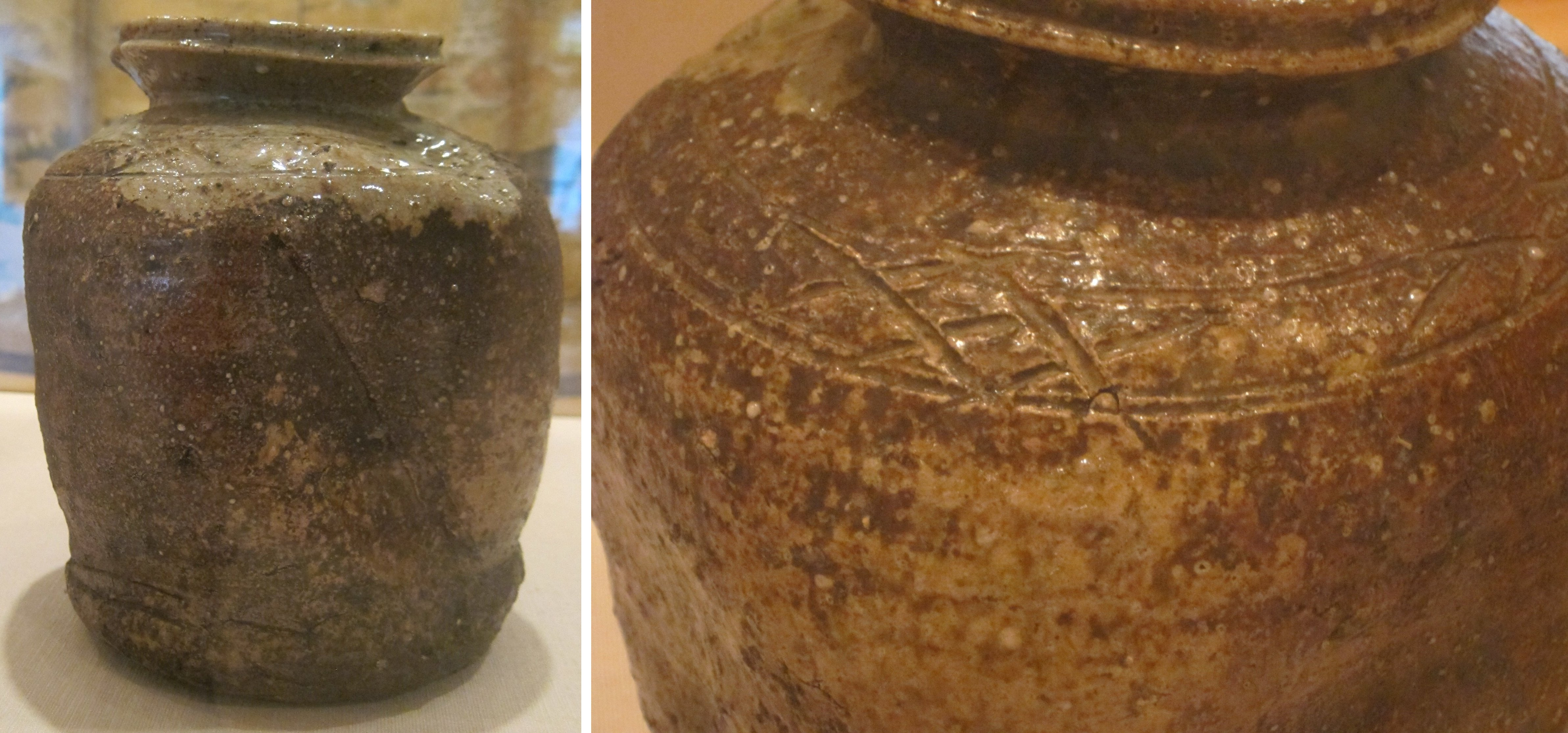
Gres esmaltado Shigaraki, período Momoyama (1573-1615), Honolulu Academy of Arts.

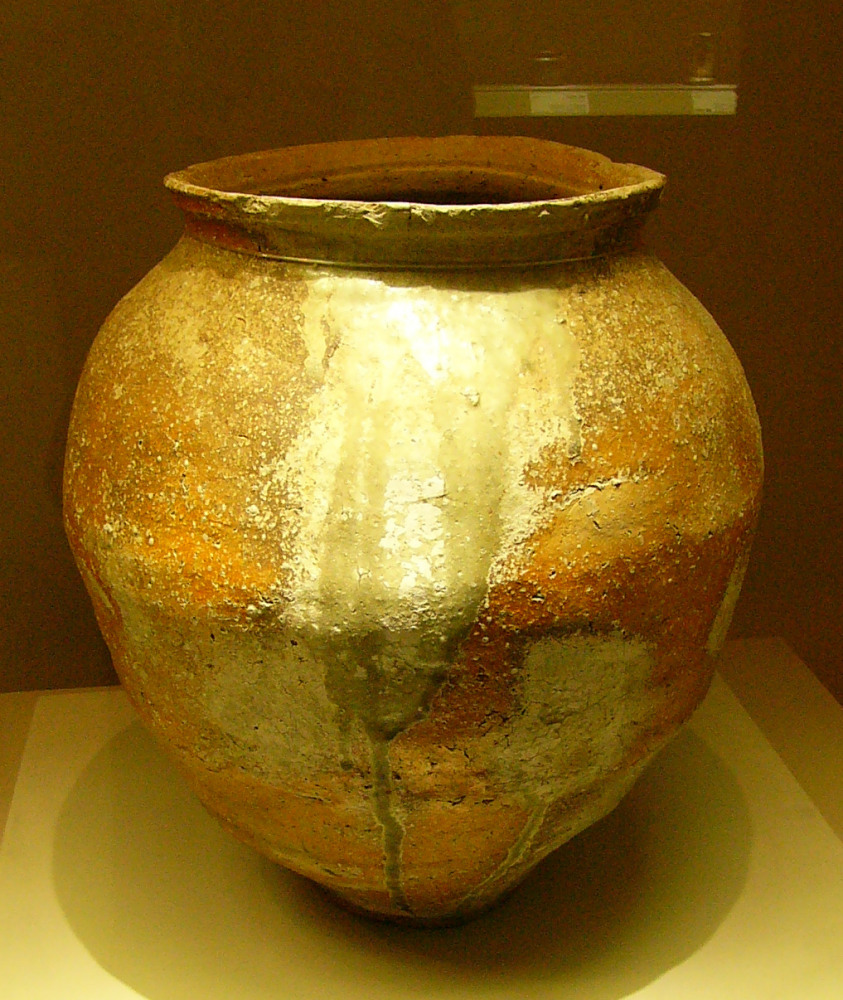
Jarrón Shigaraki,.

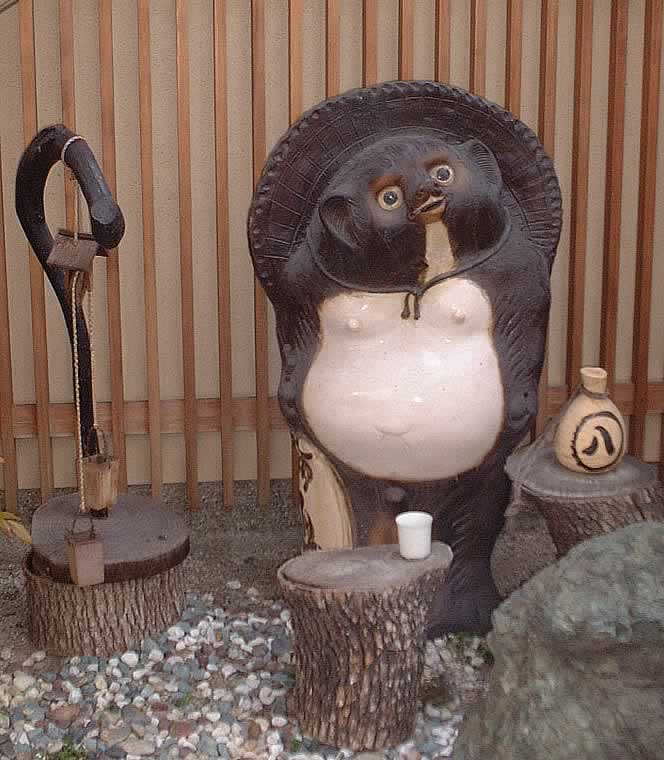
Moderna figura de cerámica de Shigaraki.

Cerámica Shigaraki es la cerámica y gres fabricado alrededor del área de Shigaraki, Japón.
El horno es uno de los Seis hornos antiguos en Japón. Aunque las figuras que representan el Tanuki son un producto popular incluido como artesanía de Shigaraki, el horno y la tradición cerámica local tiene una larga historia.

## Historia
El desarrollo de los hornos durante el período medieval se cree que han tenido lugar a través de la transformación de la tecnología de la cerámica Sue. En la segunda mitad del periodo Heian, la producción de cerámica Sue llegó a un brusco descenso, con una producción ahora centralizada en las pronvincias de Owari, Mino, Bizen y Omi. El colapso político en el período Heian causó que los alfareros de las artesanías comenzaran la producción de mercancías de bajo costo, tales como tsubo (tarros), kame (cuencos de boca ancha), y suribachi (morteros o molienda). Los talleres de consumo Sue comenzaron a producir en los bloques regionales característicos. Todo esto condujo al desarrollo de los hornos en la región conocida como los "Seis Antiguo Hornos". Los bloques regionales consistieron en Seto, Echizen, Tokoname, Bizen, Tamba y Shigaraki.
El nombre Shigaraki describe un grupo colectivo de productos cerámicos realizados en un área geográfica similar. Las artesanías de Shigaraki se dice que comenzaron cuando se construyeron baldosas para el palacio de Shigaraki-no-miya del Emperador Shomu en 742 Sin embargo, la evidencia ha demostrado que el horno antiguo que queda en las ruinas del pueblo Shigaraki data del periodo Kamakura y principios del periodo Muromachi. Se sugiere que los alfareros Bizen viajaron a Shigaraki y comenzaron a producir obras allí porque las artesanías de Shigaraki primeros parecen haber sido influenciados por mercancías Bizen. A menudo es difícil distinguir mercancías tanto de los períodos debido a los gránulos incrustados de cuarzo que dan ambas mercancías su aspecto llamativo Kamakura y Muromachi.
La ciudad de Shigaraki fue formado por dieciocho comunidades autónomas a lo largo del río Daido en el valle en la parte superior más meridional de la prefectura de Shiga. Tres de los primeros hornos puede remontarse a 1278, las comunidades eran Kamagatani, Minami Matsuo en Nagano, y Goinoki en Koyama. Estos sitios se sugieren para haber sido el centro de la industria de Shigaraki los días antiguos.
Hornos Shigaraki se utilizaron para las empresas privadas. Se encontró evidencia de que las mercancías fueron producidas primero en satisfacer las demandas de los agricultores, por lo que los morteros, urnas de agua, botellas y platos profundos. Fragmentos de esas mercancías fueron encontrados en las ruinas de los antiguos sitios de horno. Líneas simples, incisa y geométricas también son evidencia de que las mercancías fueron producidas por actividades agrícolas cotidianas.

## Ceremonia del té
Beber té era común en Japón desde los primeros tiempos. El público en general bebió té de cuencos de madera en las ferias y mercados, y las clases altas hizo un juego de adivinanzas con la bebida. No fue hasta que un maestro de té con el nombre de Murata Juko escribió una carta discutiendo los discípulos de la ceremonia del té que se produjeron artesanías Shigaraki para la ceremonia específica. Influenciado por tradiciones budistas Zen, Juko restableció que la ceremonia del té debe reflejar el concepto de wabi-suki, la creencia de hacer hincapié en la sencillez, la humildad, y la intensa apreciación de la experiencia inmediata. El aspecto natural de esta cerámica ayudó a reflejar estos principios y se ajusta a la estética de la atmósfera ceremonia del té. La ceremonia del té transformó la manera en que los japoneses vieron objetos, incluyendo artículos de cerámica.
A partir de 1520, después de la declaración de principios de la ceremonia de té de Juko, otros maestros del té comenzaron a pedir la producción de ciertos estilos de los artículos para las ceremonias. Takeno Sho-o se sintió atraído por la cerámica Shigaraki y ordenó cerámica con esmaltes rojos que predominaban en esmaltes verdes y marrones. Hacia el final del siglo XVI, el maestro del té Rikyu también patrocinó una cierta apariencia de las artesanías, denominado Rikyu Shigaraki. Estas artesanías se hicieron con una loza gris que imitaba las artesanías coreanas. La familia Todo llegó al poder en 1635 y empleó a un maestro del té con el nombre de Kobori Enshu para supervisar lo que se llamó más tarde artesanías estilo Enshu Shigaraki.

## Descripción
La arcilla arenosa local desde la cama de Lago Biwa tiene un color naranja cálido, y hace que la cerámica sea muy resistente. Esta arcilla caracteriza la cerámica Shigaraki. Las cerámicas tienen contornos irregulares y un sabor arcaico. La técnica de cocción se desplazó de la reducción de la cocción de oxidación, lo que permite la entrada libre de aire durante la cocción en lugar de la admisión de aire limitado en el horno. Esto permite que los óxidos de hierro se utilizarán como parte del proceso de coloración. La asignación de aire libre es debido al tipo del antiguo horno, llamado horno Anagama, que se utiliza para disparar cerámica Shigaraki. El término Anagama es un término japonés que significa "cueva del horno", ya que estos hornos eran por lo general construidos en la ladera de las colinas. Son estructuras septadas individuales con forma de túnel en pendiente. El combustible de madera se debe suministrar constantemente a fin de alcanzar temperaturas lo suficientemente altas como para disparar la arcilla. El uso de este tipo de horno también logra la superficie de esmalte mineral tan popular con las artesanías de Shigaraki.
Dependiendo de la ubicación de la pieza, la capa de cenizas y minerales resultante variará. Un aspecto de avena es generalmente el resultado, con un color grisáceo a rojizo-marrón coloreando el cuerpo. Las impurezas pequeñas sobresalen, causada por cuarzo incrustado parcialmente disparado. Cubierto con una capa delgada de rebasamiento de color marrón amarillento a un esmalte de color rojo flor de durazno que cruje cuando se dispara también es característico del gres despedido. Un esmalte claro, transparente, o casi como el cristal con un tinte azulado-verde también aparece en algunas mercancías Shigaraki. Los esmaltes eran driblados, rociadas o salpicadas sobre la superficie cerámica. A no ser permitido a reunirse en pequeños grupos, el esmalte aparece casi invisible en la mayoría de la iluminación, sólo se hace visible cuando la pieza se lleva a cabo y se vuelve en la mano. La cerámica también refleja Geta Okoshi, las marcas de zuecos, donde la arcilla descansaba sobre unos soportes en el interior del horno antes de disparar. Otra característica de Shigaraki ware es huellas dejadas por los alfareros en el proceso de construcción.
A continuación se enumeran algunos ejemplos característicos de la cerámica de Shigaraki:
Kame (frascos de boca ancha)
Este recipiente particular ha remado marcas sobre la costura del hombro. El hombro es cuidadosamente raspado en posición horizontal, mientras que la parte inferior del cuerpo raspado verticalmente. Tiene un núcleo de grano fino de color gris y una superficie brillante de color púrpura-marrón. En el hombro, el color púrpura-marrón se fusiona con la ceniza de color amarillo en el para crear un esmalte de color verde oliva.
Tsubo (frascos)
Este recipiente tiene una marca "así acera" en la forma de un signo de número (#) en dos lugares en el hombro. El cuello y el borde se definen cuidadosamente. El cuerpo se raspa horizontalmente en general. La superficie tiene un color anaranjado, pero no tiene un acabado esmaltado.
Este ejemplo tiene un chevron en dos lugares en el hombro. El hombro y el cuello se suavizan horizontalmente con un raspado diagonal en la línea del hombro. El cuerpo inferior se raspa horizontal y verticalmente. Las huellas dactilares se fueron detrás de los ceramistas ocupan la base, junto con dos cicatrices causadas por palos. El núcleo es de color gris cerca de la base y la naranja en el hombro con una superficie de oro-anaranjado.
Esta pieza se alisó horizontalmente por todas partes con un borde recortado. Tiene un núcleo gris claro con una superficie de color rojo-marrón. Una gruesa capa de esmalte verde una vez ocupada la superficie, pero ahora se ha descompuesto.
Esta cerámica tiene una marca de tres líneas (SAN) con dos lugares del hombro, lo que se alisa horizontalmente de una manera aleatoria. El cuerpo inferior se raspa verticalmente y tiene un borde sin recortar. Tiene un núcleo de color gris claro con una superficie de color rosado-amarillento sin esmaltar.
Este recipiente tiene una marca con dos (ni) líneas en dos lugares sobre el hombro. El hombro se alisa horizontalmente con el rayado diagonal en la costura. El cuerpo inferior se raspa horizontal y verticalmente con un borde sin recortar. La superficie es de color rosa-rojo brillante fusionado con ceniza amarillo.
Esta pieza tiene una marca similar a un signo más representa el número diez (ju) en dos lugares en el hombro. Se alisó tanto en el interior y el exterior. También tiene un ajuste bajo el borde. La superficie es de grano fino con un color rojo-anaranjado y tiene casi ninguna ceniza en el exterior.
Este recipiente particular tiene un cuello en el que se alisa horizontalmente y el cuerpo suavizado en diagonal. Hay raspado justo por encima de la base. El núcleo es de color gris-blanco y de grano fino. La superficie se descompone con un color blanco-gris y burbujeante cenizo-esmalte.
Esta cerámica tiene un borde que está vuelta hacia fuera. El hombro se ha suavizado horizontalmente. La superficie contiene muchas piedras pequeñas y es de color naranja.
Frasco (Sake)
El matraz se ha suavizado horizontalmente en el interior y el exterior. El borde inferior se raspa. El núcleo es un ladrillo rojo y contiene muchas pequeñas piedras. La superficie es de oro de color beige.

## Lecturas
- Fired with passion: contemporary Japanese ceramics.  Lurie, Samuel J.  New York: Eagle Art Pub., 2006.
- The clay art of Adrian Saxe.  Lynn, Martha Drexler.  Los Angeles: Los Angeles County Museum of Art, c1993.